# Néoindien
En anthropologie le Néoindien ou Âge céramique des Caraïbes est la période historique daté de -500 à 1500 après J-C. dans les Caraïbes.
Elle succède au Mésoindien.

## Description
Le Néoindien est partagé entre deux périodes :
- Le Néoindien ancien ou Age céramique ancien est daté de -500 à 1000 ;
- Le Néoindien récent ou Age céramique récent est daté de 1000 à 1500[1].

### Cultures
- Huescan
- Cédrosan-saladoïde ancien
- Cédrosan-saladoïde récent
- Troumassoïde[2]
- Suazoīde
- Cayo

## Histoire
Le Néoindien commence lors de la migration vers -400 de populations amérindiennes d'agriculteurs-potiers provenant des côtes du Venezuela dans l'arc antillais.

## Sites
- Guadeloupe : Abri Patate[3]
- Guadeloupe : site de Belle Plaine aux Les Abymes[4],[5].
- Guadeloupe : Parc archéologique des Roches Gravées[6].
- Guadeloupe : Bloc gravé et polissoirs dans la rivière de la Ramée